# 生田原町
生田原町（いくたはらちょう）は、北海道網走支庁管内にあった町。2005年10月1日に遠軽町・丸瀬布町・白滝村と合併し、遠軽町となった。

## 地理
網走支庁西部、紋別郡地域の中心町である遠軽町南部に接する。
北以外の三方が山に囲まれた地形。町を南北に国道242号、石北本線が縦断する。
町の中心は町中部にある生田原市街。
気候は内陸型で昼と夜の寒暖差が激しい。年平均気温は6.9度。
生田原川ではヤマベが釣れるため、ヤマベの里と呼ばれる。
- 河川: 生田原川（湧別川支流）

### 隣接していた自治体
- 網走支庁
  - 紋別郡：遠軽町、丸瀬布町、湧別町
  - 常呂郡：留辺蘂町、佐呂間町

## 歴史
- 1925年（大正14年）1月 - 遠軽村（現遠軽町）から分村、二級町村制施行、生田原村となる。当時の人口は4,767人
- 1935年（昭和10年） - 生田原銅山が発見され、これにより人口が6,000人近くにまで増大。
- 1954年（昭和29年）4月 - 町制施行、生田原町となる。
- 2003年（平成15年）5月14日 - 生田原町、遠軽町、丸瀬布町、白滝村任意合併協議会を設置
- 2004年（平成16年）11月 - 生田原町、遠軽町、丸瀬布町、白滝村との合併調印。
- 2005年10月1日 - 上記3町1村が新設合併、「遠軽町」となる。

## 行政
平成7年度からコンピュータによる総合行政システム CAMEX-Vを導入。OA化による効率的な行政管理を行っていた。
道内多くの市町村の例に漏れず地方債残高が年々増えていることから、現在財政健全化を推進していた。
- 町長 林照雄 1989年 -
- 議員定数 11
- 町職員数 57

### 歴代首長

#### 村長
- 青木金吾：1936年11月[1] -

## 経済

### 産業
主要産業は農業、林業、林産加工。
とれる作物は小麦、ビート、牧草、デントコーンなど。
地元でとれる木材をいかして木のおもちゃワールド館（ちゃちゃワールド）が公営で運営。
世界40箇国の木製のおもちゃを展示している。

## 姉妹都市・提携都市
- モアラン・アン・モンターニュ町（フランス、ジュラ県）

## 地域

### 教育
- 中学校
  - 生田原、安国
- 小学校
  - 生田原、安国

- 養護学校
  - 北海道紋別養護学校ひまわり分校

## 交通

### 空港
- 女満別空港 （大空町）

### 鉄道
- 北海道旅客鉄道（JR北海道）
  - 石北本線 : 安国駅 - 生野駅 - 生田原駅

### バス
- 北海道北見バス
- 北紋バス（北見紋別線）

### 道路
- 一般国道
  - 国道242号、国道333号

## 名所・旧跡・観光スポット・祭事・催事

### 観光
- ちゃちゃワールド 世界の木製おもちゃを展示した観光施設[2]。1998年（平成10年）4月28日に開館[2]。
- オホーツク文学館 旧樺太を含むオホーツクの流氷圏域を題材とした文学作品を展示収集
- オホーツク文学碑公園 著名な作家の句碑、歌碑、詩碑、小説碑、随筆碑など19基を建立
- 歌句碑ロード 一般から募った短歌・俳句を記した石碑が並ぶ。その数は約250
- 生田原温泉 ホテルノースキング

### 祭事
- ヤマベまつり（7月中旬）
- 木のおもちゃ王国 （8月上旬）
- 生田原町産業まつり（9月上旬）